# آنتیوخوس فرزند سلوکوس چهارم

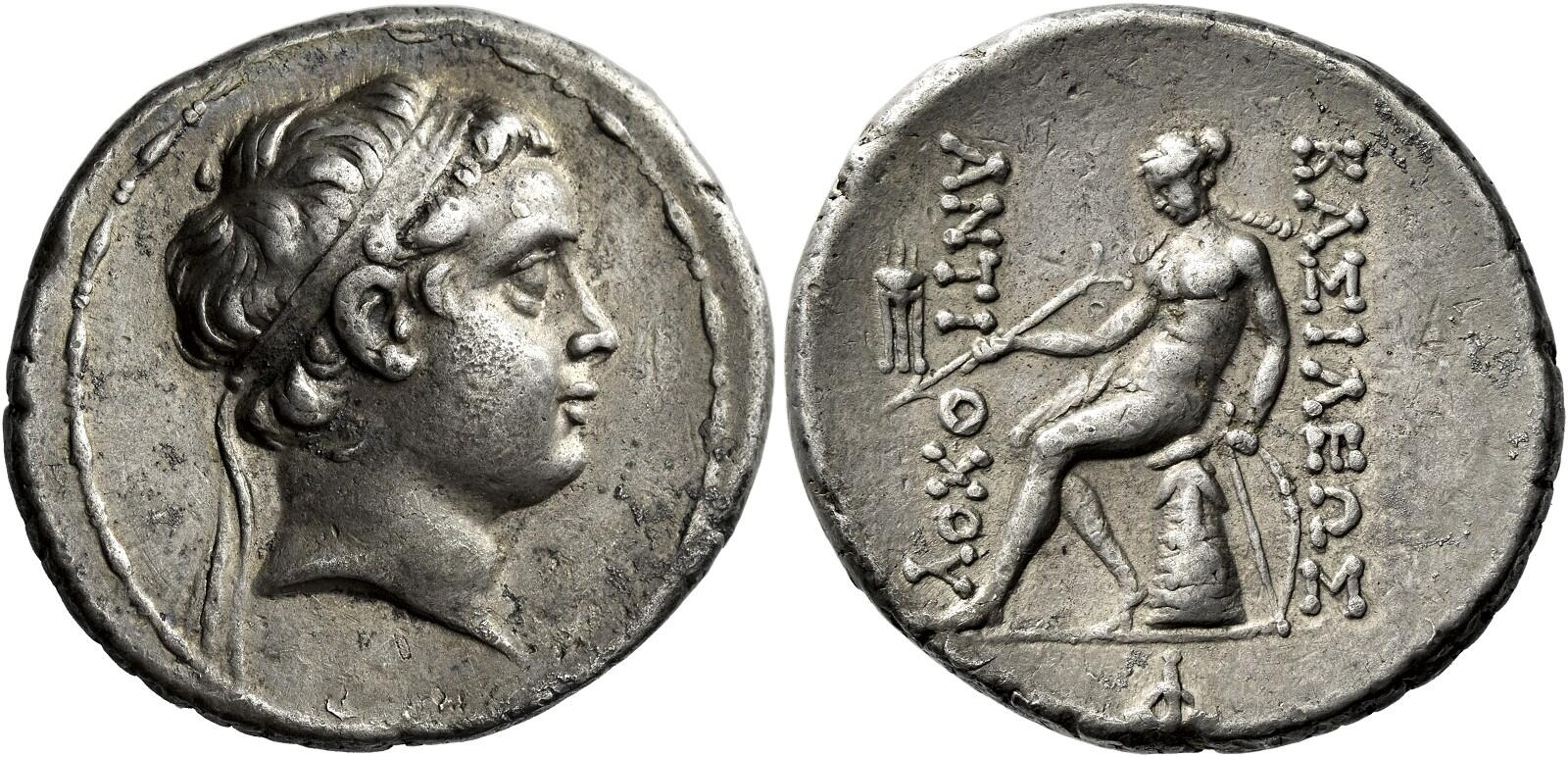
چهار درهمی آنتیوخوس فرزند سلوکوس چهارم

آنتیوخوس (به یونانی: Ἀντίοχος؛ حدود ۱۸۰ - ۱۷۰ قبل از میلاد) پادشاه هلنیستی امپراتوری سلوکی بود که بین ۱۷۵ تا ۱۷۰ قبل از میلاد سلطنت کرد.

## شرح حال
سال تولد آنتیوخوس توسط مورخان باستان مشخص نشده است، اما پرتره او که از روی سکه های او شناخته شده است نشان می دهد که او تقریباً پنج ساله بوده است که در سال ۱۷۵ قبل از میلاد بر تخت سلطنت نشست. او پسر کوچک‌تر پادشاه سلوکوس چهارم و همسرش لائودیس چهارم بود. امپراتوری بر اساس معاهده آپامئا در سال ۱۸۸ قبل از میلاد، که پس از شکست پادشاه آنتیوخوس سوم در جنگ علیه رومیان امضا شد، موظف شد یک گروگان را به رم بفرستد. در ابتدا عموی آنتیوخوس آنتیوخوس چهارم به عنوان گروگان فرستاده شد. پس از مرگ آنتیوخوس سوم در سال ۱۸۷  قبل از میلاد، سلوکوس چهارم، برادرش آنتیوخوس چهارم را با پسر ارشد و وارث خود دمتریوس اول جایگزین کرد، زیرا روم گروگان بودن پسر پادشاه را مهم می‌دانست. مبادله قبل از ۱۷۸ قبل از میلاد انجام شد.
در تلاش برای به دست آوردن قدرت برای خود، هلیودوروس، یکی از مقامات برجسته دربار سلوکوس چهارم، وی را به قتل رساند و پسر شاه کشته شده، آنتیوخوس، را در ۳ سپتامبر ۱۷۵ قبل از میلاد بر تخت نشاند. مقام نایب السلطنه به مادر پادشاه جوان، لائودیسه چهارم اعطا شد، اما قدرت واقعی در دست هلیودوروس بود. این وضعیت بسیار کوتاه بود زیرا برادر سلوکوس، آنتیوخوس چهارم اپیفان در اکتبر همان سال با حمایت نظامی آتالید وارد شد و هلیودوروس را بیرون کرد. آنتیوخوس چهارم به خاطر جلوگیری از خطر جنگ داخلی، برادرزاده خود را به فرزندی پذیرفت و احتمالاً در اکتبر/نوامبر ۱۷۵ قبل از میلاد با لائودیسه چهارم ازدواج کرد و بدین ترتیب به سلطنت کوتاه مستقل پسر سلوکوس پایان داد و بدون خونریزی سلطنت را به دست گرفت. با این وجود، آنتیوخوس چهارم در سال ۱۷۰ قبل از میلاد، در حالی که قصد داشت اولین حمله خود را به مصر بطلمیوسی آغاز کند، دستور مرگ برادرزاده خوانده خود را صادر کرد.